# Порубка (округ Жиліна)
Порубка (словац. Porúbka) — село, громада округу Жиліна, Жилінський край, регіон Раєцка Котліна. Кадастрова площа громади — 3,45 км².
Населення 491 особа (станом на 31 грудня 2017 року).

## Історія
Порубка згадується 1362 року.

## Населення
| Рік:            | 1994. | 2004.   | 2014.   | 2024.    |
| --------------- | ----- | ------- | ------- | -------- |
| Кількість осіб: | 446   | 455     | 466     | 519      |
| Різниця:        |       | +2,01 % | +2,41 % | +11,37 % |

| Рік:            | 2023. | 2024.   |
| --------------- | ----- | ------- |
| Кількість осіб: | 529   | 519     |
| Різниця:        |       | -1,89 % |